# ربيع عطايا
ربيع محمد عطايا (16 يوليو 1989) هو لاعب كرة قدم لبناني، يلعب كجناح أيمن لنادي تي بي مازيمبي الكونغولي، على سبيل الإعارة قادمًا من نادي النجمة.
بدأ مسيرته مع التضامن صور عام 2006، ثم انتقل إلى الأنصار، لعب لمدة تسعة مواسم، وساعدهم على الفوز بكأس الاتحاد اللبناني وكأس السوبر اللبناني. في عام 2016 انتقل إلى ذوب آهن الإيراني؛ وعاد إلى لبنان بعد ذلك بعامين، لينضم إلى العهد. وفاز بكأس الاتحاد الآسيوي 2019، انتقل بعد ذلك إلى ماليزيا، على سبيل الإعارة إلى نادي يوتم وكيدا دارول أمان في عامي 2020 و2021 على التوالي. كما قضى مباراة واحدة في عجمان الإماراتي، في عام 2023، انضم إلى النجمة الذي أرسله على الفور على سبيل الإعارة إلى تي بي مازيمبي في جمهورية الكونغو الديمقراطية.
بعد أن مثل لبنان دولياً على مستوى الشباب، ظهر لأول مرة في عام 2012. وساعد لبنان في التأهل إلى كأس آسيا 2019، وشارك فيها.

## مع نوادي كرة القدم

### وظيفة مبكرة
بدأ مسيرته في نادي مسقط رأسه التضامن صور في الدوري اللبناني الممتاز عام 2006، ثم انتقل إلى الأنصار عام 2008. وفي 5 فبراير 2015، انضم إلى نادي الدوري العراقي الممتاز نادي مصافي الوسط لبقية الموسم. عاد إلى الأنصار ولعب حتى عام 2017، سجل خلالها 20 هدفًا في الدوري، وشارك في كأس الاتحاد الآسيوي 2013.

### ذوب آهن

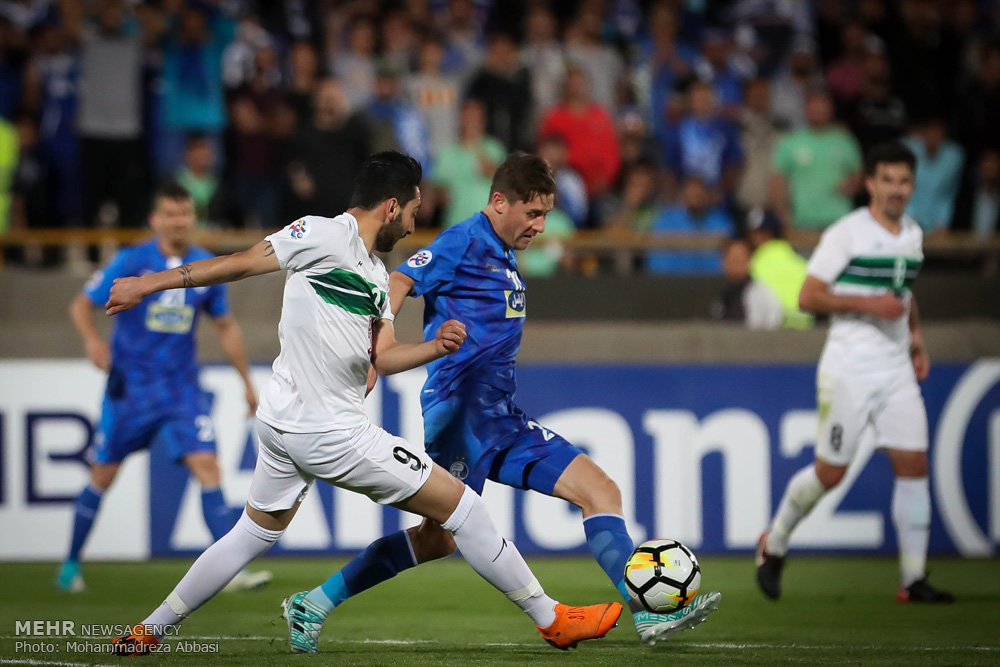
ربيع عطايا (يسار) مع ذوب أهن ضد الاستقلال في 2018

في 16 يناير 2017، أُعلن نادي ذوب آهان الإيراني انتقال ربيع عطايا. انضم بعقد مدته 18 شهرًا مقابل رسوم غير معلنة.

### العهد
عاد إلى لبنان لينضم إلى حامل اللقب نادي العهد في صفقة ضمّت حسن شعيتو وغازي حنيني وحسن بيطار الذي انتقل من الأنصار إلى العهد في 17 أغسطس 2018.

#### إعارة ليوتم
في 14 فبراير 2020، انتقل على سبيل الإعارة إلى نادي ليوتم الصاعد حديثًا إلى الدوري الماليزي الممتاز. ظهر لأول مرة في 29 فبراير 2020، أمام نادي ملقا يونايتد. سجل هدفه الأول وقدم تمريرته الحاسمة الأولى في 15 مارس 2020، ضد بوليس ديراجا ماليزيا.
في 26 سبتمبر 2020، سجل هدفًا وصنع آخر في المباراة ضد نادي سلاغور وانتهت بالتعادل 3-3 . أنهى الموسم بهدفين وصنع اثنين في تسع مباريات، وساعد فريقه على الوصول إلى المركز السادس في موسمه الأول في دوري الدرجة الأولى.

#### إعارة لكيدا دارول أمان
في 19 نوفمبر 2020، انتقل على سبيل الإعارة إلى وصيف الدوري كيدا دارول أمان لموسم 2021، حتى نوفمبر 2021. ظهر لأول مرة في 5 مارس 2021، في المباراة الافتتاحية للموسم - والتي كانت أيضًا المباراة النهائية للبطولة؛ والتي خسر فريقه 2-0 أمام جوهور دار التعظيم.
في 17 و20 مارس، قدم تمريرتين حاسمتين في مباراتين متتاليتين، مما ساعد فريقه على التغلب على بيتالينج جايا سيتي وناديه السابق يوتم. وسجل هدفه الأول في 21 أغسطس، وساعد فريقه الفوز على تيرينجانو بنتيجة 2-1. جاء هدف الثاني بعد أربعة أيام من ركلة حرة ضد بيتالينج جايا. وساعد فريقه على احتلال المركز الثاني، والتأهل إلى كأس الاتحاد الآسيوي 2022.

#### إعارة لعجمان
في يناير 2022، انتقل إلى فريق عجمان فيالدوري الإماراتي للمحترفين بعقد مباراة واحدة؛ وترجع طبيعة العقد إلى الغياب المؤقت للاعب الوسط التونسي فراس بالعربي عن تشكيلة عجمان، الذي ينافس في كأس الأمم الأفريقية 2021. لعب 90 دقيقة كاملة في المباراة ضد نادي الإمارات في 8 يناير، وخسر الفريق بنتيجة 1-0. عاد إلى نادي العهد في 7 فبراير.

### النجمة
في 23 مارس 2023، انضم إلى النجمة بعد نهاية موسم الدوري اللبناني الممتاز 2022–23. وأنتقل على سبيل الإعارة إلى تي بي مازيمبي الكونغولي في 4 يوليو 2023.

## دولياً

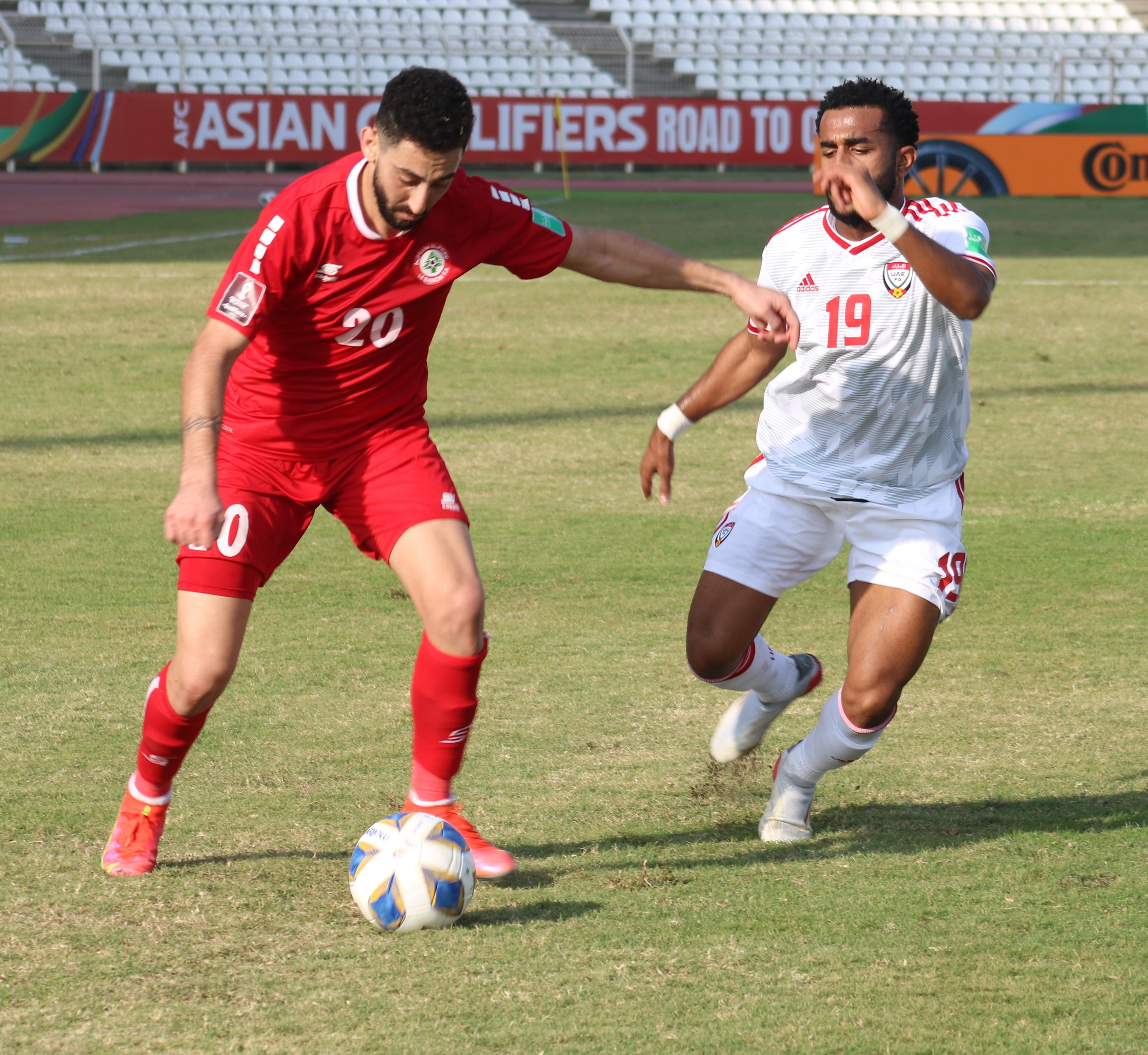
عطايا (يسار) مع منتخب لبنان أمام الإمارات عام 2021

ظهر دوليًا لأول مرة مع منتخب لبنان في 11 مايو 2012، في المباراة الودية التي خسر فيها منتخب لبنان بنتيجة 4-1 أمام مصر.  وسجل هدفه الأول في مرمى الأردن في 31 أغسطس 2016. في 13 يونيو 2017، سجل أول ثنائية دولية له في تصفيات كأس آسيا 2019، ضد ماليزيا. استدعي للمشاركة في كأس آسيا 2019؛ وشارك في مباراتين ضد السعودية وكوريا الشمالية.

## الإحصائيات المهنية

### دولي
| الفريق الوطني | سنة     | الظهور | الأهداف |
| ------------- | ------- | ------ | ------- |
| لبنان         | 2012    | 1      | 0       |
| لبنان         | 2013    | 3      | 0       |
| لبنان         | 2014    | 2      | 0       |
| لبنان         | 2015    | 0      | 0       |
| لبنان         | 2016    | 6      | 1       |
| لبنان         | 2017    | 6      | 3       |
| لبنان         | 2018    | 7      | 0       |
| لبنان         | 2019    | 12     | 0       |
| لبنان         | 2020    | 0      | 0       |
| لبنان         | 2021    | 11     | 1       |
| لبنان         | 2022    | 1      | 0       |
| المجموع       | المجموع | 49     | 5       |

| # | تاريخ          | مكان                                                  | الخصم          | نتيجة | حصيلة | مسابقة                 |
| - | -------------- | ----------------------------------------------------- | -------------- | ----- | ----- | ---------------------- |
| 1 | 31 أغسطس 2016  | ملعب مدينة كميل شمعون الرياضية، بيروت، لبنان          | الأردن         | 1–0   | 1-1   | ودي                    |
| 2 | 13 يونيو 2017  | ملعب تان سري داتو حاجي حسن يونس، جوهور باهرو، ماليزيا | ماليزيا        | 1-1   | 2-1   | تصفيات كأس آسيا 2019   |
| 3 | 13 يونيو 2017  | ملعب تان سري داتو حاجي حسن يونس، جوهور باهرو، ماليزيا | ماليزيا        | 2-1   | 2-1   | تصفيات كأس آسيا 2019   |
| 4 | 10 أكتوبر 2017 | ملعب مدينة كميل شمعون الرياضية، بيروت، لبنان          | كوريا الشمالية | 5-0   | 5-0   | تصفيات كأس آسيا 2019   |
| 5 | 9 يونيو 2021   | ملعب غويانغ، غويانغ، كوريا الجنوبية                   | تركمانستان     | 1-1   | 2-3   | تصفيات كأس العالم 2022 |

## الإنجازات
الأنصار
- كأس الاتحاد اللبناني: 2011–12
- كأس السوبر اللبناني: 2012

العهد
- كأس الاتحاد الآسيوي: 2019
- الدوري اللبناني الممتاز: 2018–19، 2021–22، 2022–23
- كأس الاتحاد اللبناني: 2018–19
- كأس النخبة اللبنانية: 2022
- كأس السوبر اللبناني: 2018، 2019

### ذوب آهن
- المركز الثاني في بطولة الخليج العربي للمحترفين: 2017-18

فردي
- فريق الموسم في الدوري اللبناني الممتاز: 2015–16.[33]
- أفضل هدف في الدوري اللبناني الممتاز: 2018–19.[34]

## روابط خارجية
- ربيع عطايا على موقع أف آي لبنان (FA Lebanon)
- ربيع عطايا على فرق كرة القدم الوطنية.كوم
- ربيع عطايا  على سكروي
- ربيع عطايا في موقع كرة القدم العالمية.نت
- ربيع عطايا على أل أف جي
- اللاعب ربيع عطايا على موقع كووورة.